# Хворостянка (село, Липецкая область)
Хворостя́нка — село Дубовского сельсовета Добринского района Липецкой области. Расположена в верховье реки Лукавки. Название — по хворосту.  
Возникла в середине XVIII века. В документах 1782 года отмечается деревня Хворостянка — владение П. Л. Вельяминова. Тогда в ней было всего 3 двора.
С 1820 года, когда в Хворостянке построили церковь, она стала селом.
В 1869 году рядом прошла железнодорожная линия Грязи — Борисоглебск; станции дали название Хворостянка. Хворостянкой стал и посёлок при станции.

### Усадьба Мазараки-Обуховых

Усадебный дом Мазараки-Обуховых в с. Хворостянка. Фото начала XX века.

В Хворостянке было имение пианиста, одного из основателей воронежского отделения Русского музыкального общества А. С. Мазараки. 
В конце 1893 г. из построек в имении, заключавшемся в 641 дес. земли (6 дес. под усадьбой), свободной от крестьянского надела, стояли двухэтажный дом, флигель, каретный сарай, конюшня, амбар, рига, скотный двор. Стоимость их составляла 20000 р. А.С. Мазараки был владельцем 50 лошадей, 20 голов рогатого скота, 100 овец. Мертвый его инвентарь состоял из молотилки, веялки, 2 сеялок, 10 плугов, 50 борон, 25 сох. Оценивал свое имение помещик в 100000 р.

Своими лучшими годами внучка Мазараки певица Н. А. Обухова считала именно те, что провела в его имении.
В имение часто приезжали музыканты и композиторы: Н.Г. Рубинштейн,  Ю.С. Сахновский, Г.Н. Дулов.        

## Население
| 1959 | 2010 |
| ---- | ---- |
| 1637 | ↘708 |

## Объект культурного наследия
Курган.   